# Astrophyton
Astrophyton is een geslacht van slangsterren uit de familie Gorgonocephalidae.

## Soorten
- Astrophyton muricatum (Lamarck, 1816)